# Sem Eisinger
Sem Eisinger (* 1994 in Ober-Roden) ist ein deutscher Popsänger. Er wurde 2023 Sieger der 20. Staffel der Castingshow Deutschland sucht den Superstar.

## Privatleben
Sem Eisinger verbrachte seine Kindheit teilweise auf Mallorca und zog nach 2010 mit seiner Familie zurück nach Deutschland; dort lebte er zunächst in Ober-Roden. Beruflich war er bislang als Barkeeper und im Paketversand tätig. Er wohnt in Frankfurt am Main, ist verheiratet und hat eine Tochter.

## Musikalische Laufbahn
2016 nahm er an der 6. Staffel der Castingshow The Voice of Germany teil, bei der er in Samu Habers Team in den „Battles“ ausschied. Seit 2017 tritt er regelmäßig auf dem jährlich von Fabian Riaz organisierten Riaz and Friends-Konzert in Schöningen auf.
2023 war Eisinger Kandidat der 20. Staffel von Deutschland sucht den Superstar, die er im Finale mit 54,81 % der Zuschauerstimmen gewann. Seinen Siegersong Don’t Let Me Go widmete er seinem Vater, der wenige Stunden vor Eisingers Auftritt in der ersten Liveshow verstarb. Als Sieger des Gesangwettbewerbs erhielt er einen Plattenvertrag bei Universal Music, eine Siegesprämie von 100.000 Euro und Auftritte im Vorprogramm der Comeback-Tour von Dieter Bohlen. Mit seinem Siegertitel Don’t Let Me Go stieg Eisinger am 21. April 2023 auf Platz 57 der deutschen Singlecharts ein. Am 23. April 2023 folgte der Einstieg mit Platz 35 in die Schweizer Singlecharts. Seine zweite Single Rodeo Love wurde am 25. August 2023 veröffentlicht. Im September trat er im ZDF-Fernsehgarten auf.

## Diskografie
Singles
- 2023: Don’t Let Me Go
- 2023: Rodeo Love